# فورست ماكنزي
فورست ماكنزي (بالإنجليزية: Forrest McKenzie)‏ مواليد 16 فبراير 1963 في كامدن، هو لاعب كرة سلة أمريكي سابق. بدأ مسيرته الاحترافية في سنة 1986. تم اختياره من قبل فريق سان أنطونيو سبرز خلال الدرافت. حمل الرقم 7. يبلغ طوله 6 قدم 7 بوصة (2.0 م). اعتزل اللعب في 2002.

## المسيرة الاحترافية
لعب مع سان أنطونيو سبرز في سنة 1986، ثم لعب مع بي سي إم جرافيلين في الدوري الفرنسي في موسم 1990–1991، ثم لعب مع أجاكسيو في موسم 1994–1995.

## روابط خارجية
- فورست ماكنزي على موقع إن بي أي (الإنجليزية)
- فورست ماكنزي على موقع سبورتس رفرنس (الإنجليزية)
- فورست ماكنزي على موقع كرة السلة الأوروبية.كوم (الإنجليزية)
- فورست ماكنزي على موقع كلية كرة السلة في سبورتس رفرنس.كوم (الإنجليزية)
- فورست ماكنزي على موقع ريلجم (الإنجليزية)
- فورست ماكنزي على موقع بروبوليرز (الإنجليزية)